# Ernst Witte
Ernst Christian Witte (* 6. Juli 1829 in Stettin; † 18. Juli 1910 in Düsseldorf) war Jurist und Mitglied des Deutschen Reichstags.

## Leben
Witte besuchte das Gymnasium in Stettin und das Pädagogium Putbus. Er studierte Rechtswissenschaften an den Universitäten Heidelberg, Bonn, Berlin und machte Reisen nach Frankreich, Italien, Ägypten, Syrien, Griechenland und die Türkei. Während seines Studiums wurde er 1849 Mitglied der Bonner Burschenschaft Frankonia. Ab 1855 war er Assessor und Hilfsrichter beim Appellationsgericht und dann Kreisrichter in Stettin. Ab 1861 war er Stadtrichter in Berlin und von 1874 bis 1889 Appellationsgerichtsrat in Breslau. Danach war er drei Jahre lang Landgerichtsdirektor und von 1892 bis 1903 Landgerichtspräsident.
Witte war fünfzehn Jahre lang Mitglied des Verwaltungsrats der Berlin-Stettiner Eisenbahn und Mitglied des Provinzialbankausschusses für Schlesien.
Von 1877 bis 1879 war er Mitglied des Preußischen Abgeordnetenhauses und von 1877 bis 1881 war er Mitglied des Deutschen Reichstags für den Wahlkreis Regierungsbezirk Breslau 9 (Striegau, Schweidnitz) und die Nationalliberale Partei.